# Perusia subsordida
Perusia subsordida là một loài bướm đêm trong họ Geometridae.